# Ytri(III) bromide
Ytri(III) bromide là một hợp chất vô cơ có công thức hóa học là YBr3. Nó là một chất rắn màu trắng.

## Sản xuất
Ytri(III) bromide khan có thể được sản xuất bằng phản ứng của ytri(III) oxide hoặc ytri(III) bromide hydrat và amoni bromide. Phản ứng được tiến hành khi có mặt chất trung gian là (NH4)3YBr6. Một phương pháp khác là phản ứng của ytri carbide (YC2) và brom.

## Tính chất
Ytri(III) bromide có thể bị khử bởi kim loại ytri thành YBr hoặc Y2Br3. Nó có thể phản ứng với osmi để tạo ra Y4Br4Os.